# Bogève
Bogève est une commune française située dans le département de la Haute-Savoie, en région Auvergne-Rhône-Alpes.
Elle possède sur son territoire avec les communes de Viuz-en-Sallaz, Onnion et Saint-Jeoire la station de sports d'hiver des Brasses.

## Géographie
Bogève est une des huit communes qui constitue la vallée Verte.
Elle est située à trente kilomètres des gares d'Annemasse et de Thonon, mais aussi à cinquante kilomètres de l'aéroport de Genève.

## Urbanisme

### Typologie
Au 1er janvier 2024, Bogève est catégorisée bourg rural, selon la nouvelle grille communale de densité à sept niveaux définie par l'Insee en 2022.
Elle est située hors unité urbaine. Par ailleurs la commune fait partie de l'aire d'attraction de Genève - Annemasse (partie française), dont elle est une commune de la couronne,. Cette aire, qui regroupe 158 communes, est catégorisée dans les aires de 700 000 habitants ou plus (hors Paris),.

### Occupation des sols
L'occupation des sols de la commune, telle qu'elle ressort de la base de données européenne d’occupation biophysique des sols Corine Land Cover (CLC), est marquée par l'importance des territoires agricoles (59,8 % en 2018), en augmentation par rapport à 1990 (51,3 %). La répartition détaillée en 2018 est la suivante : 
prairies (56,9 %), forêts (23,2 %), zones urbanisées (14,7 %), zones agricoles hétérogènes (2,9 %), milieux à végétation arbustive et/ou herbacée (2,3 %).
L'IGN met par ailleurs à disposition un outil en ligne permettant de comparer l’évolution dans le temps de l’occupation des sols de la commune (ou de territoires à des échelles différentes). Plusieurs époques sont accessibles sous forme de cartes ou photos aériennes : la carte de Cassini (XVIIIe siècle), la carte d'état-major (1820-1866) et la période actuelle (1950 à aujourd'hui).

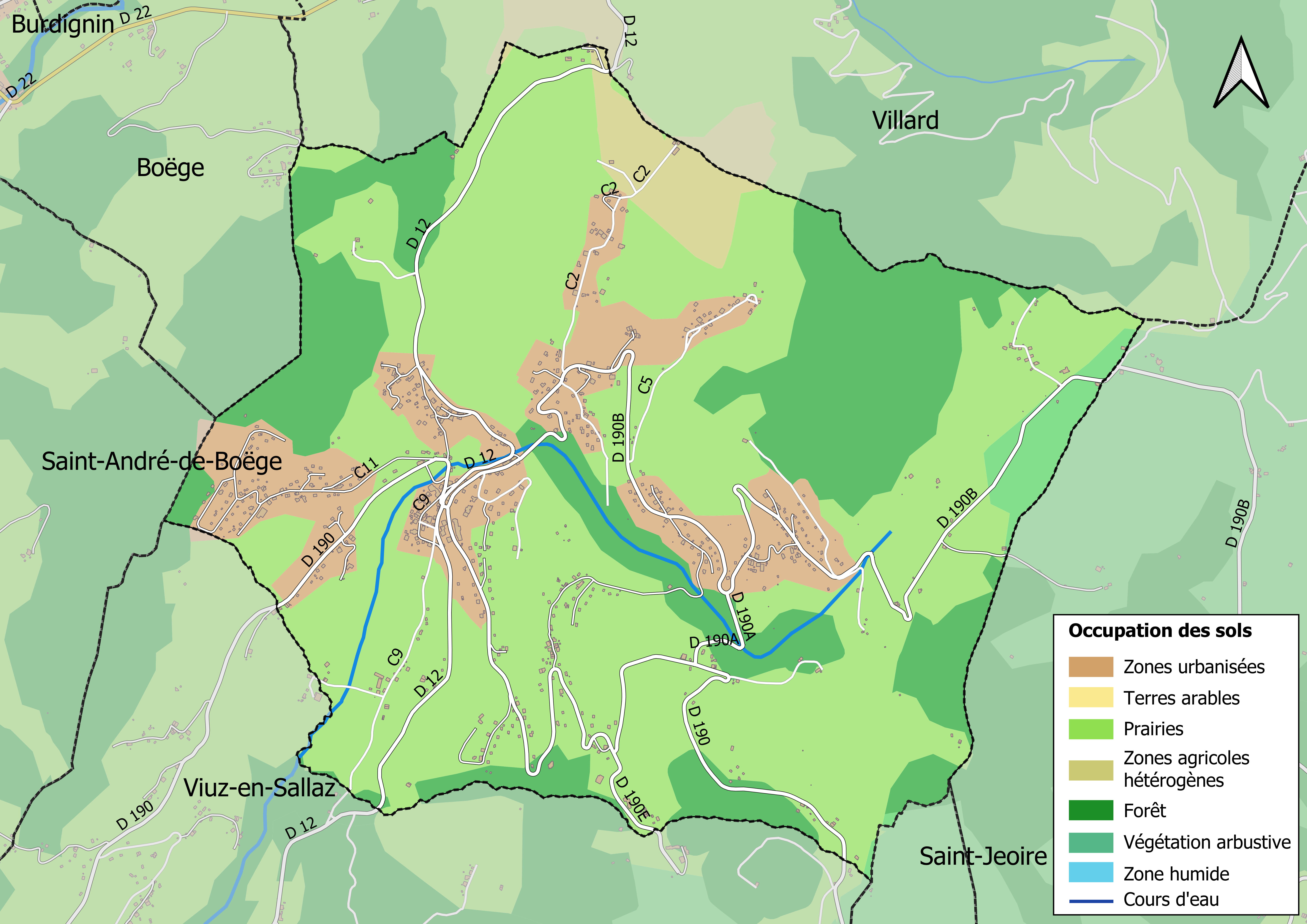
Carte des infrastructures et de l'occupation des sols en 2018 (CLC) de la commune.
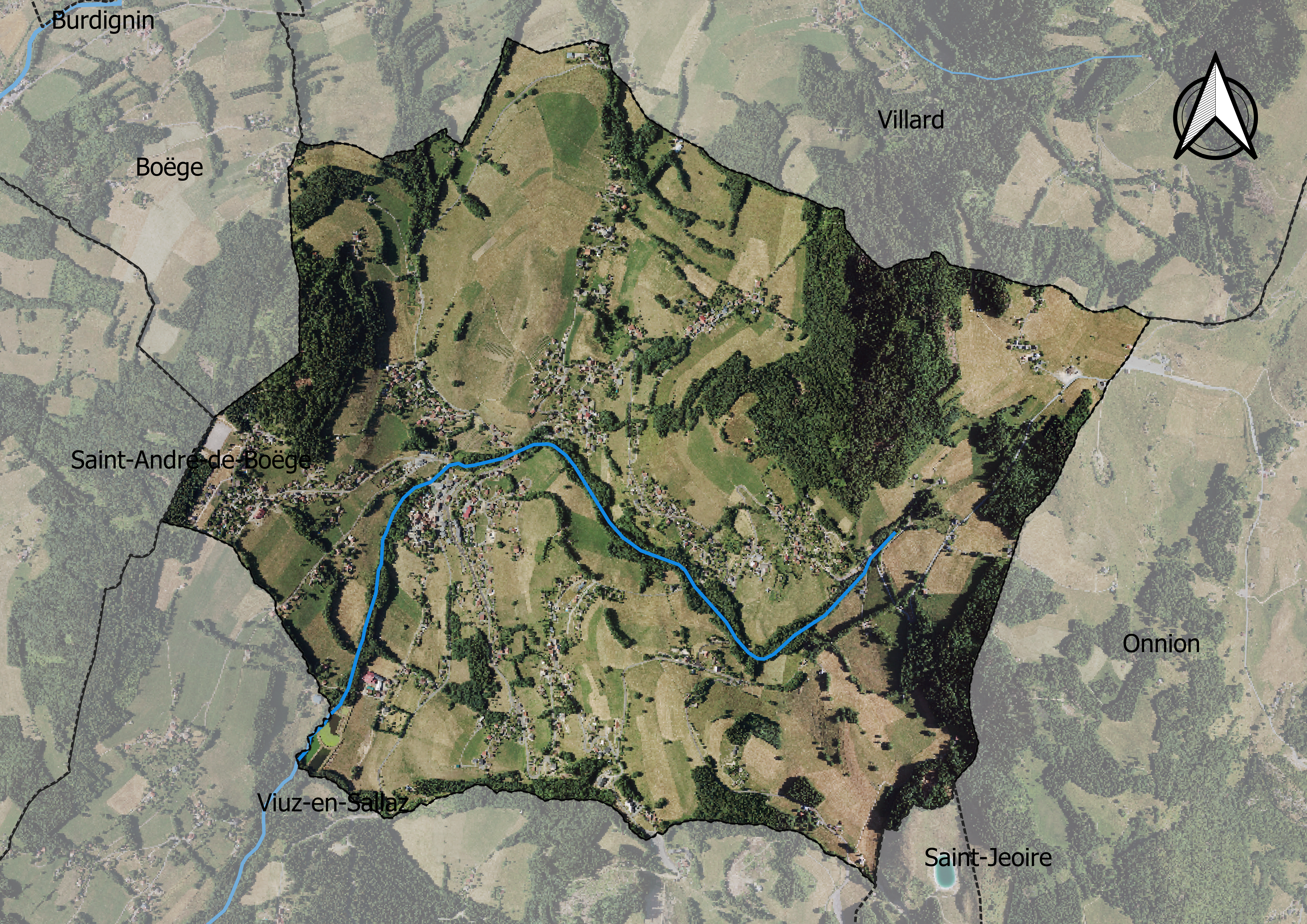
Carte orthophotogrammétrique de la commune.

## Toponymie
La racine du toponyme n'est à ce jour pas déterminée, même si le nom semble contenir un « suffixe hydronymique -ève ».
L'église est mentionnée sous la forme Bogeva dans une bulle papale d'Innocent IV en 1250, confirmant la donation faite à l'abbaye d'Ainay lors de la bulle de 1153 du pape Eugène IV (Régeste Genevois, n°827). Le nom dérive au XIIIe siècle Bougeva (1274) et Bojeva (1275).
En francoprovençal, le nom de la commune s'écrit Bozhiva (graphie de Conflans) ou Bogéva (ORB).

## Histoire
Bogève fit partie avec les paroisses de Saint-André ,Viuz et Ville en Sallaz du mandement genevois de Thiez.
Ce mandement fut occupé par François Ier en 1536 et passa à la Savoie en 1539.
Lors des débats sur l'avenir du duché de Savoie, en 1860, la population est sensible à l'idée d'une union de la partie nord du duché à la Suisse. Une pétition circule dans cette partie du pays (Chablais, Faucigny, Nord du Genevois) et réunit plus de 13 600 signatures, dont 29 dans le village,. Le duché est réuni à la suite d'un plébiscite organisé les 22 et 23 avril 1860 où 99,8 % des Savoyards répondent « oui » à la question « La Savoie veut-elle être réunie à la France ? ».
En 1987, se tient à Bogève un séminaire qui rassemble des représentants d'entreprises, d'associations, ainsi que des militants écologistes et des scientifiques venus d'une vingtaine de pays. Ils s'intéressent à l'impact des biotechnologies sur la santé et l'environnement dans le tiers-monde. Il s'agit du premier de tous les débats mondiaux sur les organismes génétiquement modifiés et la question des brevets sur le vivant.
Les industriels présents y évoquent leurs plans pour développer les OGM et prendre le contrôle des semences par le dépôt massif de brevets. Ils ajoutent qu'une concentration de leurs entreprises sera indispensable pour qu'il ne reste que quelques multinationales hyper-puissantes. C'est exactement ce qui s'est produit dans les années qui ont suivi, avec entre autres le rachat de presque tous les semenciers de la planète par Monsanto.
À ce séminaire était également présent Vandana Shiva, grand leader altermondialiste et prix Nobel alternatif, qui a consacré ensuite une partie importante de sa vie à lutter contre ces industriels, en particulier en Inde au travers de l'association Navdanya.

## Politique et administration

### Situation administrative
La commune de Bogève appartient au canton de Sciez, qui compte 25 communes selon le redécoupage cantonal de 2014. Avant ce dernier, elle appartenait au canton de Boëge, depuis 1860.
Elle forme depuis janvier 2010 avec sept autres communes — Boëge, Burdignin, Habère-Lullin, Habère-Poche, Saint-André-de-Boëge, Saxel et Villard — la communauté de communes de la Vallée Verte. Elle fait suite au SIVOM de la Vallée Verte créé en 1966.
Bogève relève de l'arrondissement de Thonon-les-Bains et de la troisième circonscription de la Haute-Savoie, dont le député est Martial Saddier (LR) depuis les élections de 2017.

### Liste des maires
| Période                                  | Période                     | Identité        | Étiquette            | Qualité |
| ---------------------------------------- | --------------------------- | --------------- | -------------------- | ------- |
| Les données manquantes sont à compléter. |                             |                 |                      |         |
| mai 1953                                 | mars 2001                   | Raymond Bouvier | DVD puis CD puis UDF |         |
| mars 2001                                | mars 2014                   | Bernard Bouvier | UDF puis Modem       |         |
| mars 2014                                | En cours (au 30 avril 2014) | Patrick Chardon | UMP puis LR          |         |

### Démographie
Les habitants sont appelés les Bogévans.
L'évolution du nombre d'habitants est connue à travers les recensements de la population effectués dans la commune depuis 1793. Pour les communes de moins de 10 000 habitants, une enquête de recensement portant sur toute la population est réalisée tous les cinq ans, les populations de référence des années intermédiaires étant quant à elles estimées par interpolation ou extrapolation. Pour la commune, le premier recensement exhaustif entrant dans le cadre du nouveau dispositif a été réalisé en 2008.

En 2022, la commune comptait 1 160 habitants, en évolution de +7,51 % par rapport à 2016 (Haute-Savoie : +6,01 %, France hors Mayotte : +2,11 %).
| 1793 | 1800 | 1806 | 1822 | 1838 | 1848 | 1858 | 1861 | 1866 |
| ---- | ---- | ---- | ---- | ---- | ---- | ---- | ---- | ---- |
| 569  | 598  | 609  | 710  | 742  | 736  | 702  | 734  | 743  |

| 1872 | 1876 | 1881 | 1886 | 1891 | 1896 | 1901 | 1906 | 1911 |
| ---- | ---- | ---- | ---- | ---- | ---- | ---- | ---- | ---- |
| 755  | 782  | 784  | 756  | 725  | 745  | 710  | 705  | 690  |

| 1921 | 1926 | 1931 | 1936 | 1946 | 1954 | 1962 | 1968 | 1975 |
| ---- | ---- | ---- | ---- | ---- | ---- | ---- | ---- | ---- |
| 628  | 578  | 553  | 560  | 544  | 502  | 430  | 423  | 454  |

| 1982 | 1990 | 1999 | 2006  | 2008  | 2013  | 2018  | 2022  | - |
| ---- | ---- | ---- | ----- | ----- | ----- | ----- | ----- | - |
| 490  | 675  | 830  | 1 009 | 1 060 | 1 033 | 1 144 | 1 160 | - |

## Culture locale et patrimoine

### Lieux et monuments
- L'église Saint-Étienne, construite en 1832 sur l'emplacement de l'ancienne et restaurée en 1993, contient de nombreux tableaux, œuvres de l'école flamande riche en couleur.

### Personnalités liées à la commune
- Raymond Janin (1882–1972), prêtre assomptioniste et historien byzantiniste, est né à Bogève.
- Raymond Bouvier (1928-2001), sénateur né et décédé à Bogève.
- Vince Taylor (1939-1991), chanteur des années 1960, a passé la fin de son existence à Bogève[réf. nécessaire].
- Quentin Mosimann (né en 1988), vainqueur de la 7e édition de Star Academy, a passé son enfance à Bogève.